# Abborrträskliden
Abborrträskliden är en by med ursprungligen 32 kolonat inom Lycksele kommun, belägen mellan Ume älvs och Vindelälvens dalgångar. Kolonaten är idag avfolkade men vissa hus är friköpta och fortfarande bebodda.